# Gordon Dobson
Gordon Miller Bourne Dobson (25. února 1889 – 11. března 1976) byl britský fyzik a meteorolog, který podrobně prozkoumal ozonovou vrstvu Země. Byl členem Královské společnosti.
Dobson vyvinul jednoduchý spektrofotometr, kterým lze měřit stratosférický ozon z povrchu Země. Mezi roky 1928 a 1958 založil celosvětovou síť stanic monitorujících ozon, která funguje dodnes. Mírou množství ozonu ve sloupci nad povrchem je Dobsonova jednotka, pojmenovaná právě po Dobsonovi.